# Huguette Uguay
Pour les articles homonymes, voir Uguay.
Marie Blanche Berthe Huguette Uguay, née à Montréal le 4 février 1927, et morte dans la même ville le 11 décembre 2018, est une comédienne et professeure de diction québécoise. 

## Biographie
Huguette Uguay obtient sa formation en art dramatique auprès de Sita Riddez, François Rozet et Henri Norbert. 
Elle travaille à la télévision naissante, principalement dans les célèbres séries pour enfants La Boîte à Surprise et Le Pirate Maboule, où elle incarne le rôle de Madame Bec-Sec pendant près de dix ans. De 1959 à 1963, elle poursuit des études supérieures en phonétique à la Sorbonne (Paris) ainsi qu'à l'Université de Montréal. 
Elle sera professeure au Conservatoire d'art dramatique de Montréal et à l'option théâtre du Cegep de Saint-Hyacinthe, à temps plein, de 1971 à 1993.  Claire Dé résume ainsi sa carrière d'enseignante : « Professeure émérite, elle a poli l'élocution de plusieurs générations de comédiens, de Robert Lalonde à Paul Ahmarani en passant par Geneviève Rioux, et contribué de la sorte à ce que les voix théâtrales d'ici s'expriment avec éloquence, haut et fort ».

## Télévision
- 1954 à 1955 : Fafouin : ...la pendule Gudule
- 1956 à 1967 : La Boîte à Surprise : ...La fée Arc-en-ciel et Madame Bec-Sec[4]
- 1968 à 1971 : Le Pirate Maboule : ...Madame Bec-Sec
- 1968 à 1972 : Le Paradis terrestre : ...Bérengère Bienvenue
- 1972 à 1975 : Picotine : ...Madame Jean Tilledam